# Meyer & Beck Handels KG
 (février 2021).
Pour les articles homonymes, voir Meyer et Beck.
Meyer & Beck Handels KG était une société allemande fondée en 1985 et principalement spécialisée dans l'alimentation.

## Historique
La société a été créée après la fusion des sociétés précédemment concurrentes Meyer et Beck. La filiale du Dr. Oetker GmbH possédait des succursales sous le nom de Meyer Beck, en particulier à Berlin et dans le Brandebourg, qui ont été soit fermées à la fin de 2004, soit transférées à Mema Handelsgesellschaft &amp; Co. KG. Entre-temps, la société qui succède a également été dissoute et une partie des anciennes succursales Meyer Beck, le 1er septembre 2008, sont revendues à Kaiser Tengelmann GmbH ,. Celui-ci s'est à son tour retiré du marché alimentaire à la fin de 2016 et a vendu les succursales à Edeka, qui a divisé les succursales avec le concurrent Rewe.
Le siège social de la société était situé Montanstrasse 8-16 à Berlin-Reinickendorf .

## Magasins
De nombreuses magasins ont également été progressivement fermés après le changement de nom en Méma. En 2008, Méma n’exploitait que 24 succursale ; à partir de 2008, 20 succursales sont devenues les succursales Kaiser's, dont certaines fonctionnent sous le nom d’Edeka et d’autres sous le nom de Rewe depuis 2017.